# Luncile (okręg Vrancea)
Luncile – wieś w Rumunii, w okręgu Vrancea, w gminie Chiojdeni. W 2011 roku liczyła 998
mieszkańców.